# Old Town (Maine)
Old Town ist eine City im Penobscot County im US-Bundesstaat Maine. Old Town hatte bei der US-Volkszählung 2020 eine Einwohnerzahl von 7431 in 3745 Haushalten auf einer Fläche von 112,09 km².

## Geografie
Nach dem United States Census Bureau hat Old Town eine Gesamtfläche von 112,09 km², von denen 100,62 km² Land und 11,47 km² Wasser sind.

### Geografische Lage
Old Town liegt im Südosten des Penobscot Countys, zu einem großen Teil auf einer Insel, die vom Penobscot River im Osten sowie vom Stillwater River im Westen umschlossen wird. Der Pushaw Stream mündet aus nordwestlicher Richtung kommend in der Höhe des Onoro Islands in den Stillwater River. Im Westen grenzt der Pushaw Lake an das Gebiet der Town und östlich davon liegt der Perch Pond. Die Oberfläche ist eben, ohne nennenswerte Erhebungen.

### Nachbargemeinden
Alle Entfernungen sind als Luftlinien zwischen den offiziellen Koordinaten der Orte aus der Volkszählung 2010 angegeben.
- Norden: Alton, 10,3 km
- Nordosten: Argyle, Unorganized Territory, 14,4 km
- Osten: Milford, 13,6 km
- Südosten: Bradley, 16,6 km
- Süden: Orono, 8,1 km
- Westen: Glenburn, 10,8 km
- Nordwesten: Hudson, 12,5 km

### Stadtgliederung
Die City Old Town gliedert sich in mehrere Siedlungsbereiche: French Settlement, Great Works, Indian Island, Old Town, Old Town Landing, Pea Cove, Pushaw, Stillwater, Upper Stillwater, West Great Works und West Old Town.

### Klima
Die mittlere Durchschnittstemperatur in Old Town liegt zwischen −7,8 °C (18 °Fahrenheit) im Januar und 21,1 °C (70 °Fahrenheit) im Juli. Damit ist der Ort gegenüber dem langjährigen Mittel der USA um etwa 9 Grad kühler. Die Schneefälle zwischen Oktober und Mai liegen mit bis zu zweieinhalb Metern mehr als doppelt so hoch wie die mittlere Schneehöhe in den USA; die tägliche Sonnenscheindauer liegt am unteren Rand des Wertespektrums der USA.

## Geschichte
Nachdem zuvor Indianer im Gebiet des späteren Old Town gelebt hatten, ließen sich ab 1774 die ersten weißen Siedler auf der Insel nieder. Mit dem Bau der ersten Sägemühle im Jahr 1798 begann die für die wirtschaftliche Entwicklung der Stadt entscheidende Nutzholzgewinnung. Ab Mitte des 19. Jahrhunderts sorgte eine Eisenbahnverbindung zum südlich gelegenen Bangor für eine Verbindung zu dessen Hafen, was Old Town einen Vorteil gegenüber anderen, vom Holzhandel bestimmten Städten verschaffte, da nunmehr auch fertige Nutzholzprodukte transportiert werden konnten. Überdies profitierte Old Town davon, dass der Penobscot River ab 1848 von Raddampfern befahren wurde.
Old Town ist seit über 100 Jahren für seine Produktion von Kanus und Kajaks, besonders durch den gleichnamigen Kanuhersteller, bekannt.

### Einwohnerentwicklung
| Volkszählungsergebnisse – City of Old Town, Maine | Volkszählungsergebnisse – City of Old Town, Maine | Volkszählungsergebnisse – City of Old Town, Maine | Volkszählungsergebnisse – City of Old Town, Maine | Volkszählungsergebnisse – City of Old Town, Maine | Volkszählungsergebnisse – City of Old Town, Maine | Volkszählungsergebnisse – City of Old Town, Maine | Volkszählungsergebnisse – City of Old Town, Maine | Volkszählungsergebnisse – City of Old Town, Maine | Volkszählungsergebnisse – City of Old Town, Maine | Volkszählungsergebnisse – City of Old Town, Maine |
| Jahr                                              | 1800                                              | 1810                                              | 1820                                              | 1830                                              | 1840                                              | 1850                                              | 1860                                              | 1870                                              | 1880                                              | 1890                                              |
| ------------------------------------------------- | ------------------------------------------------- | ------------------------------------------------- | ------------------------------------------------- | ------------------------------------------------- | ------------------------------------------------- | ------------------------------------------------- | ------------------------------------------------- | ------------------------------------------------- | ------------------------------------------------- | ------------------------------------------------- |
| Einwohner                                         |                                                   |                                                   |                                                   |                                                   | 2342                                              | 3087                                              | 3860                                              | 4529                                              | 3395                                              | 5312                                              |
| Jahr                                              | 1900                                              | 1910                                              | 1920                                              | 1930                                              | 1940                                              | 1950                                              | 1960                                              | 1970                                              | 1980                                              | 1990                                              |
| Einwohner                                         | 5763                                              | 6317                                              | 6956                                              | 7266                                              | 7688                                              | 8261                                              | 8626                                              | 9057                                              | 8422                                              | 8317                                              |
| Jahr                                              | 2000                                              | 2010                                              | 2020                                              | 2030                                              | 2040                                              | 2050                                              | 2060                                              | 2070                                              | 2080                                              | 2090                                              |
| Einwohner                                         | 8130                                              | 7840                                              | 7431                                              |                                                   |                                                   |                                                   |                                                   |                                                   |                                                   |                                                   |

## Kultur und Sehenswürdigkeiten

### Bauwerke
In Old Town wurden einige Bauwerke und eine archäologische Stätte unter Denkmalschutz gestellt und ins National Register of Historic Places aufgenommen.
- Gut Island Site, 1994 unter der Register-Nr. 94000182.[9]
- Hirundo Site, 1975 unter der Register-Nr. 75000107.[10]
- Edith Marion Patch House, 2001 unter der Register-Nr. 01001269.[11]
- St. Anne's Church and Mission Site, 1973 unter der Register-Nr. 73000141.[12]
- St. James Episcopal Church, 1974 unter der Register-Nr. 74000188.[13]
- US Post Office-Old Town Main, 1986 unter der Register-Nr. 86002958.[14]

## Wirtschaft und Infrastruktur

### Verkehr
Die Interstate 95 verläuft in nordsüdlicher Richtung durch Old Town. Sie verläuft parallel zum Stillwater River. Ebenfalls in nordsüdlicher Richtung verläuft der U.S. Highway 2 durch das Gebiet, parallel zum Penobscot River. Die Maine State Route 43 und die Maine State Route 16 kreuzen sich an der Mündung des Pushaw Streams in den Stillwater River.

### Öffentliche Einrichtungen
In Old Town gibt es keine medizinische Einrichtungen oder Krankenhäuser. Die nächstgelegenen befinden sich in Bangor und Onoro.
Die Old Town Public Library befindet sich in der Middle Street in Old Town.

## Bildung
Old Town gehört mit Alton und Bradley zum Schulbezirk RSU 34. Im Schulbezirk stehen folgende Schulen zur Verfügung:
- Viola Rand Elementary in Bradley
- Old Town Elementary School in Old Town
- Alton Elementary School in Alton
- J.A. Leonard Middle School in Old Town
- Old Town High School in Old Town

## Persönlichkeiten

### Söhne und Töchter der Stadt
- Patty Griffin (* 1964), Sängerin und Songschreiberin
- Tabitha King (* 1949), Schriftstellerin
- Andrew Sockalexis (1891–1919), Langstreckenläufer